# 真弓山城
真弓山城（まゆみやまじょう）は、三河国加茂郡足助庄（現・愛知県豊田市足助町）の真弓山（標高301メートル）にあった日本の城。「真弓山城」「松山城」などが廃城前の呼称で、発掘調査に基づいて一部を復元して「城跡公園足助城」として1993年（平成5年）に公開する際、地元住民の意見により「足助城」と呼ぶようになった。城郭学者の千田嘉博は、戦国時代の山城のイメージを体感できる、まれな施設と評価している。

## 概要
周辺には関連する多くの山城があり、真弓山城（足助城）は足助氏が支配した鎌倉時代の「足助七屋敷」、足助鈴木氏が支配した戦国時代の「足助七城」の双方に数えられている。ただ、後述の発掘調査では足助氏の時代の遺構は検出されず、戦国時代にこの地を治めた足助鈴木氏の本城のみが確認されている。最初の築城時期は不明。
1525年（大永5年）に松平清康がこの城を攻めた記録が残り、この際に清康の妹である久を2代目鈴木重政の嫡子であった重直に嫁すことで一旦は松平氏に下っている。その後は離反帰服を経て、1564年（永禄7年）に松平家康（徳川家康）に攻められたのちは完全に服属し、以降は松平氏の家臣団として戦った。
小牧・長久手の戦い後も続く羽柴秀吉（豊臣秀吉）と家康との対立において1585年（天正13年）、羽柴方の森一重（森忠政）に攻められるが、撃退した。
1590年（天正18年）、豊臣政権下での家康の関東転封に従って鈴木氏も足助を離れ、真弓山城は廃城となった。

## 城跡公園足助城
1989年（平成元年）に愛知県庁が開始した「愛知のふるさとづくり事業」と国のふるさと創生基金を合わせて、足助町では城の復元が計画された。かつて山城があった飯盛山は県の史跡指定がなされていることや、時代が古いために櫓など小規模な復元にとどまることなどから、戦国時代まで使われた真弓山城が選ばれ、1990年（平成2年）から1992年（平成4年）にかけて発掘調査と復元が行なわれた。
事業にあたっては幾つかのコンセプトが定められた。
発掘調査ののち、本丸には高櫓と長屋、西の丸に物見矢倉、南の丸にも物見台や厨、また各所に板塀などが復元され、1993年（平成5年）5月に「城跡公園足助城」として開城した。
出土品は城跡ではなく、ほとんどが豊田市足助資料館に展示されている。

### 復元後の課題
傾斜地の山城であるため、法面の崩壊が1997年（平成9年）以降4年連続で発生し、特に2000年（平成12年）の東海豪雨では大規模な被害を受けた。掘立柱建物という構造上（防腐処理は行なわれているものの）柱の腐朽損傷が進み、一部は既に交換されている。また建物ごとに屋根の葺き方が違っており、葺き替え材料・職人の手配が困難で経費がかかっている。
観光客は、開城年は37,000人が訪れたが、その後は1万人を割り込む年もあった。NHK大河ドラマ『どうする家康』が放映された2023年（令和5年）は、武田勝頼による三河侵攻の場面で言及された効果で1万3140人と前年比9％増えたが、紅葉の名所で年間60万人が訪れる香嵐渓との相乗効果は十分でない。

### 利用案内
- 開園時間：9時〜16時30分
- 休園日：年末年始（12月25日〜1月5日）
- 入園料：大人300円、高校生以下100円（20人以上の団体は1割引）

## 参考画像

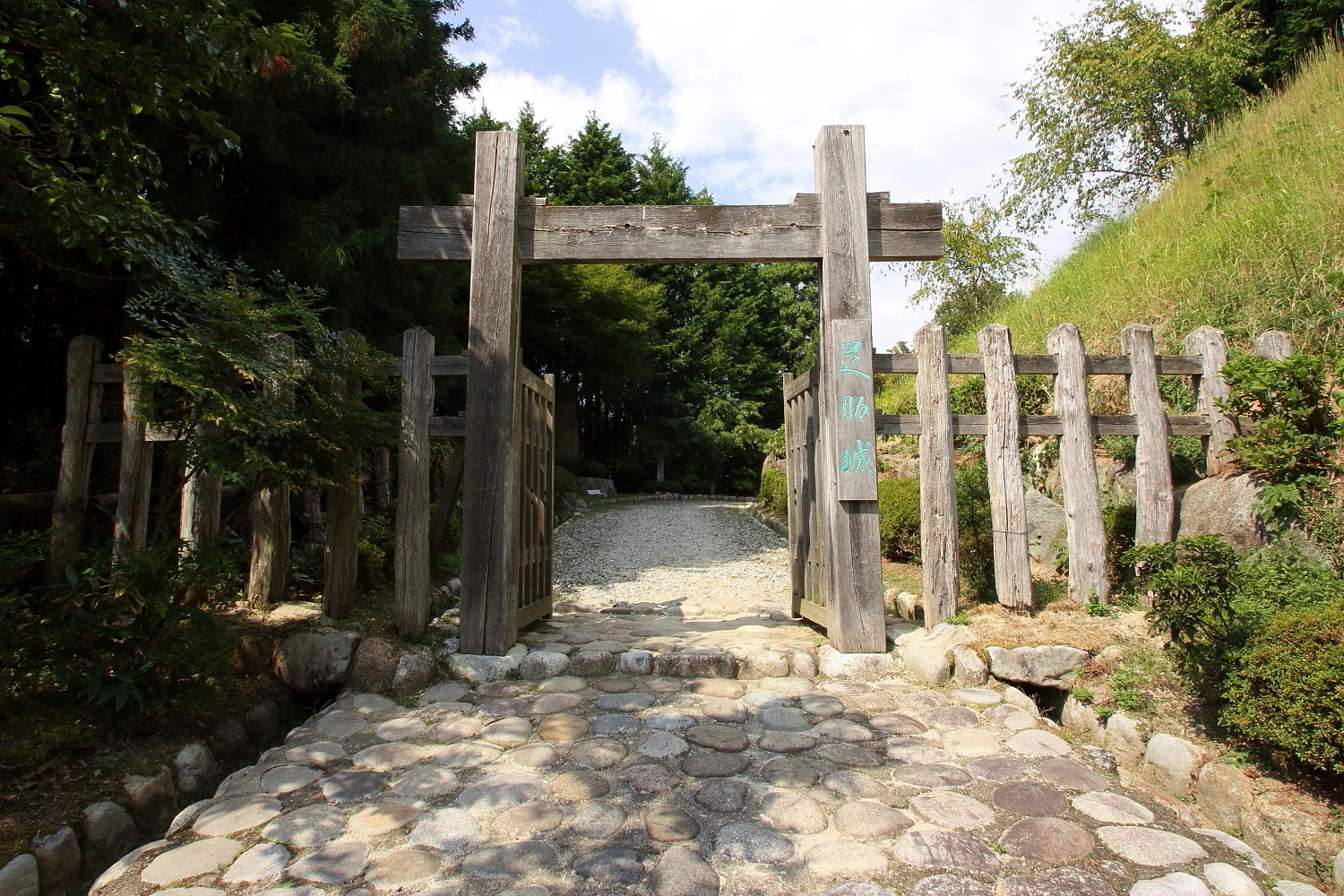
門 （2009年9月）
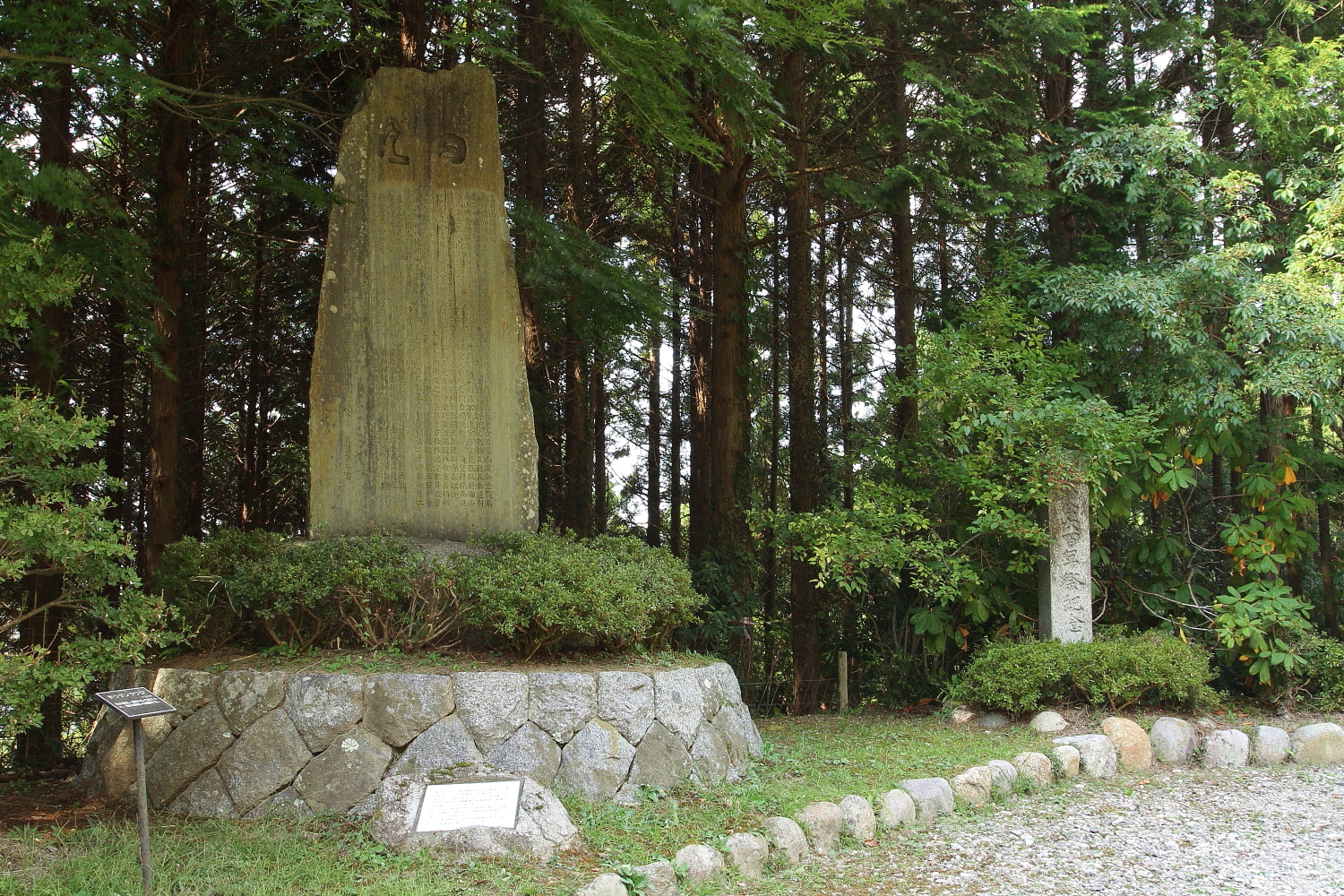
日月の碑 （2009年9月）
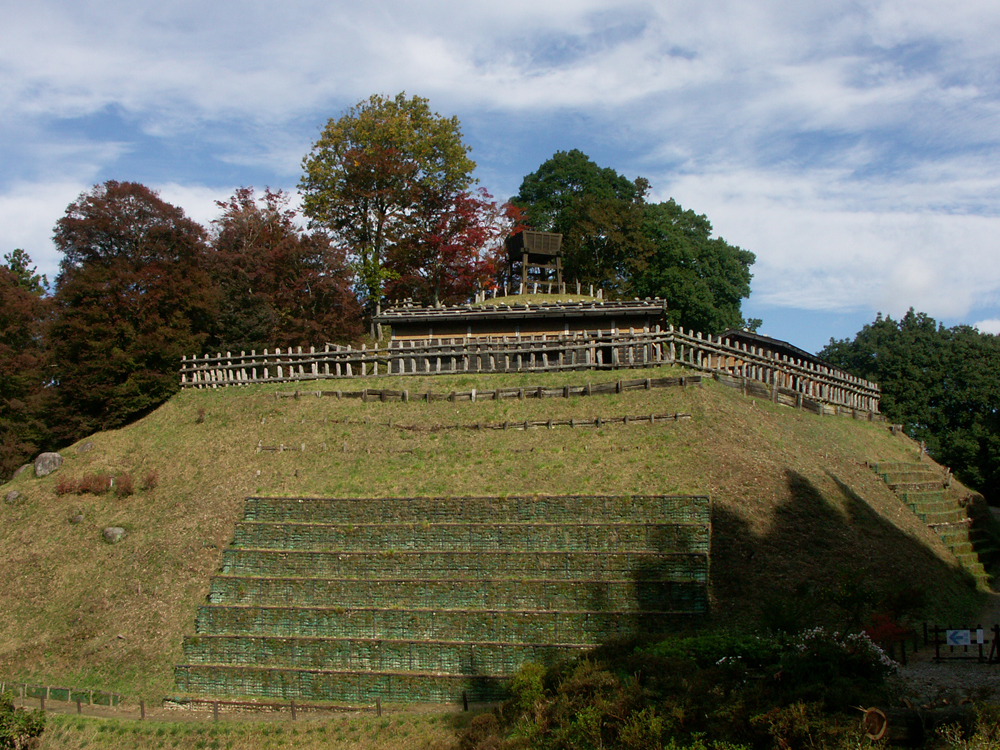
南の丸・南物見台遠景 （2005年（平成17年）11月）
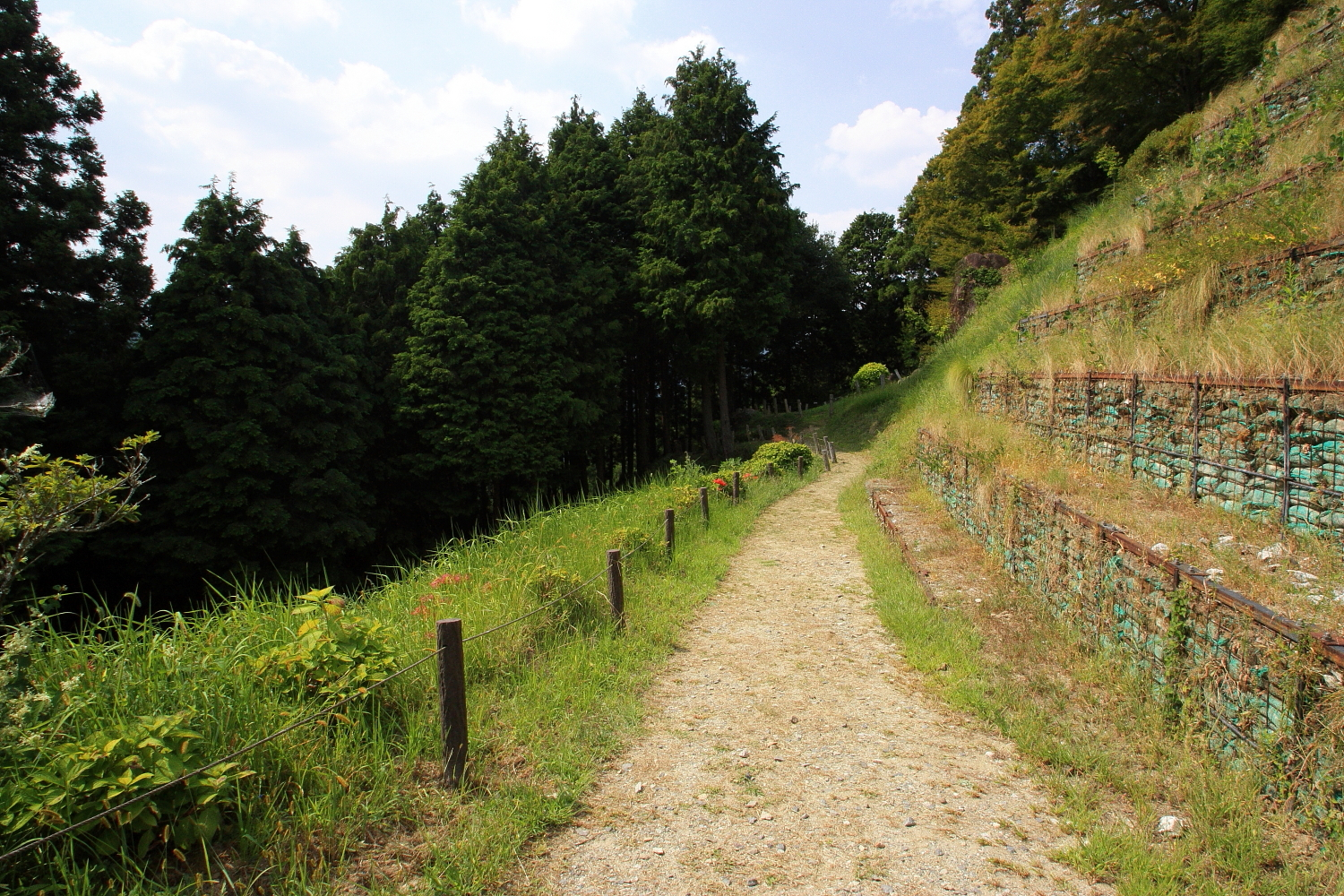
堀切 （2009年（平成21年）9月）
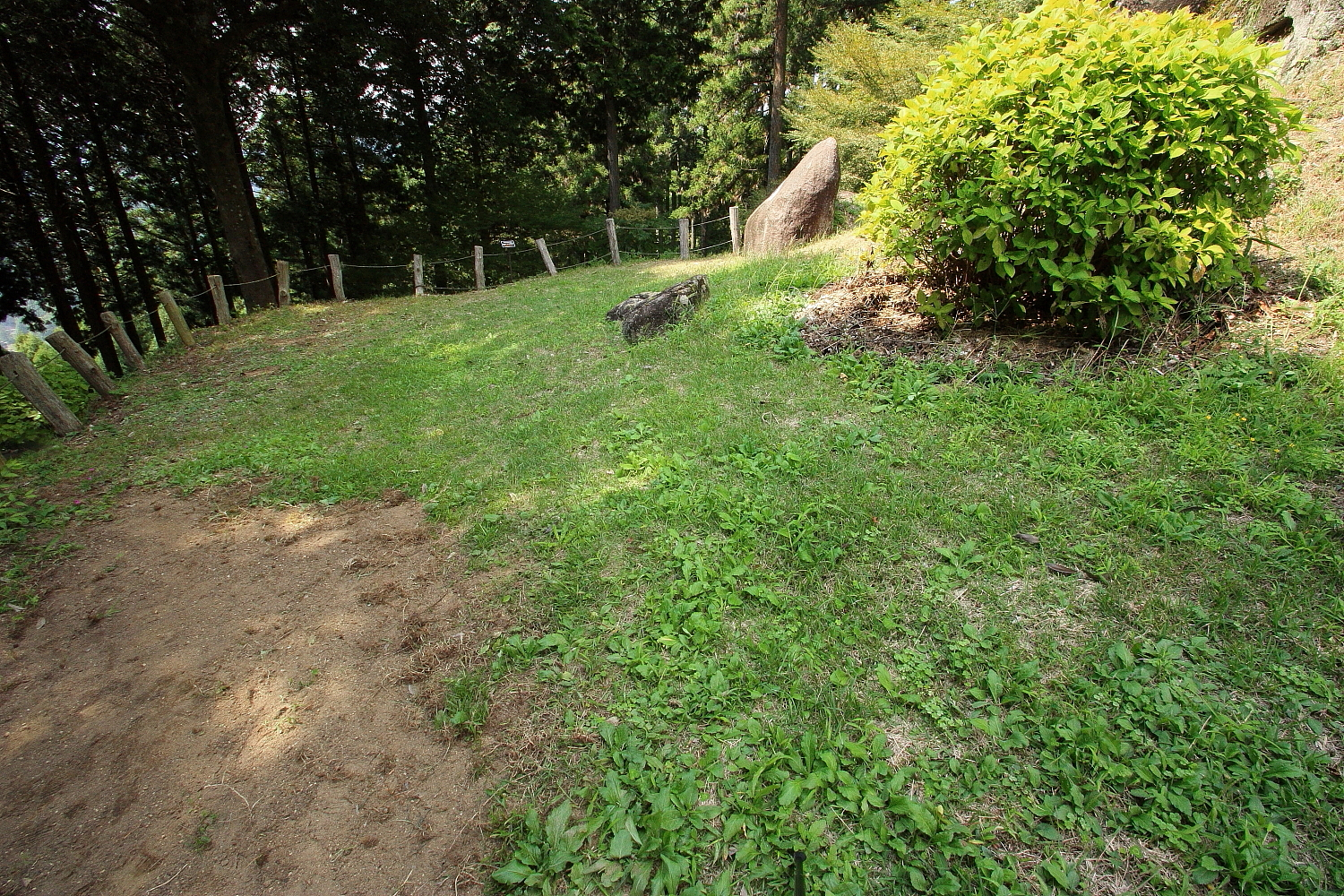
南の丸腰曲輪① （2009年9月）
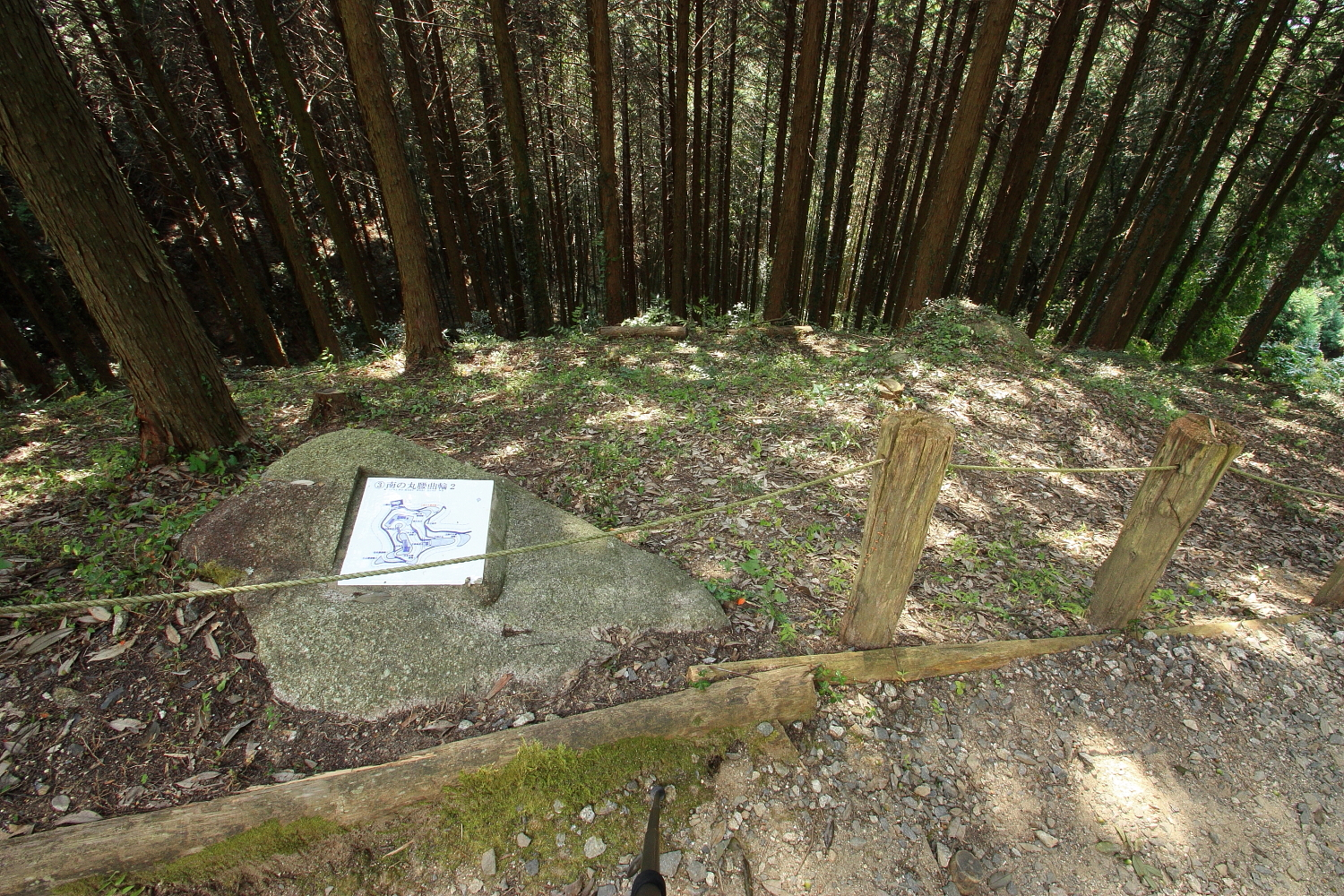
南の丸腰曲輪② （2009年9月）
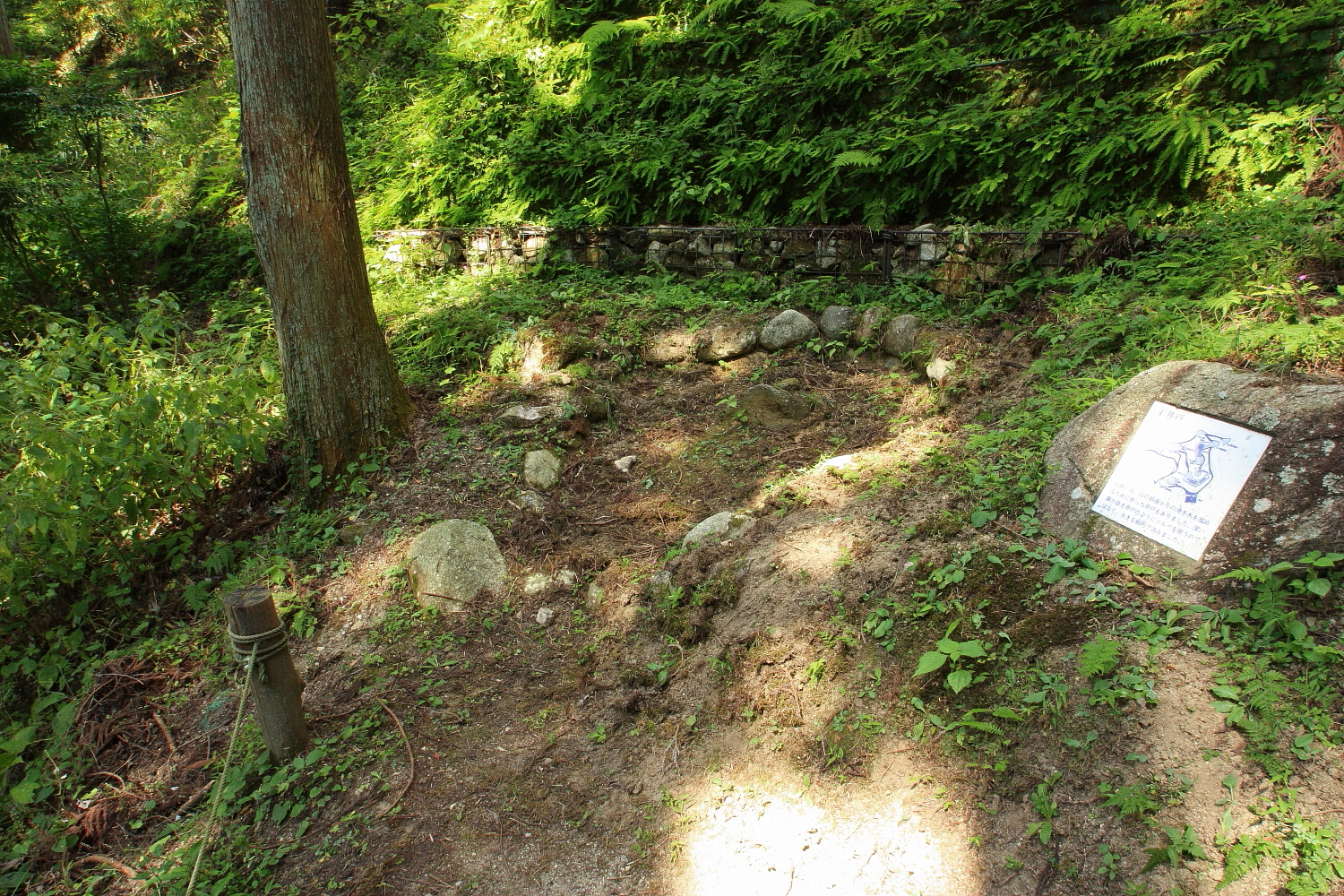
井戸 （2009年（平成21年）9月）
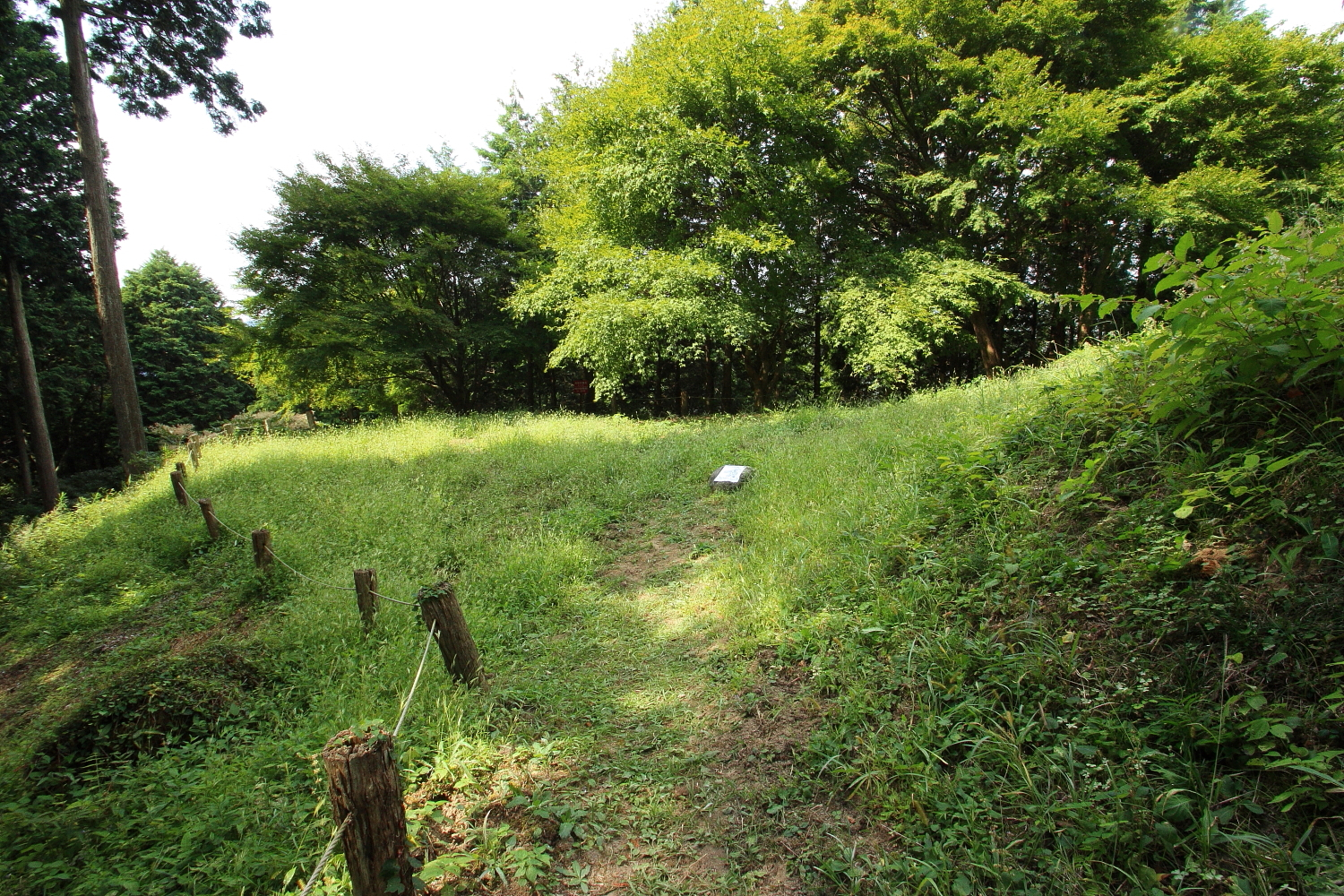
西の丸腰曲輪① （2009年9月）
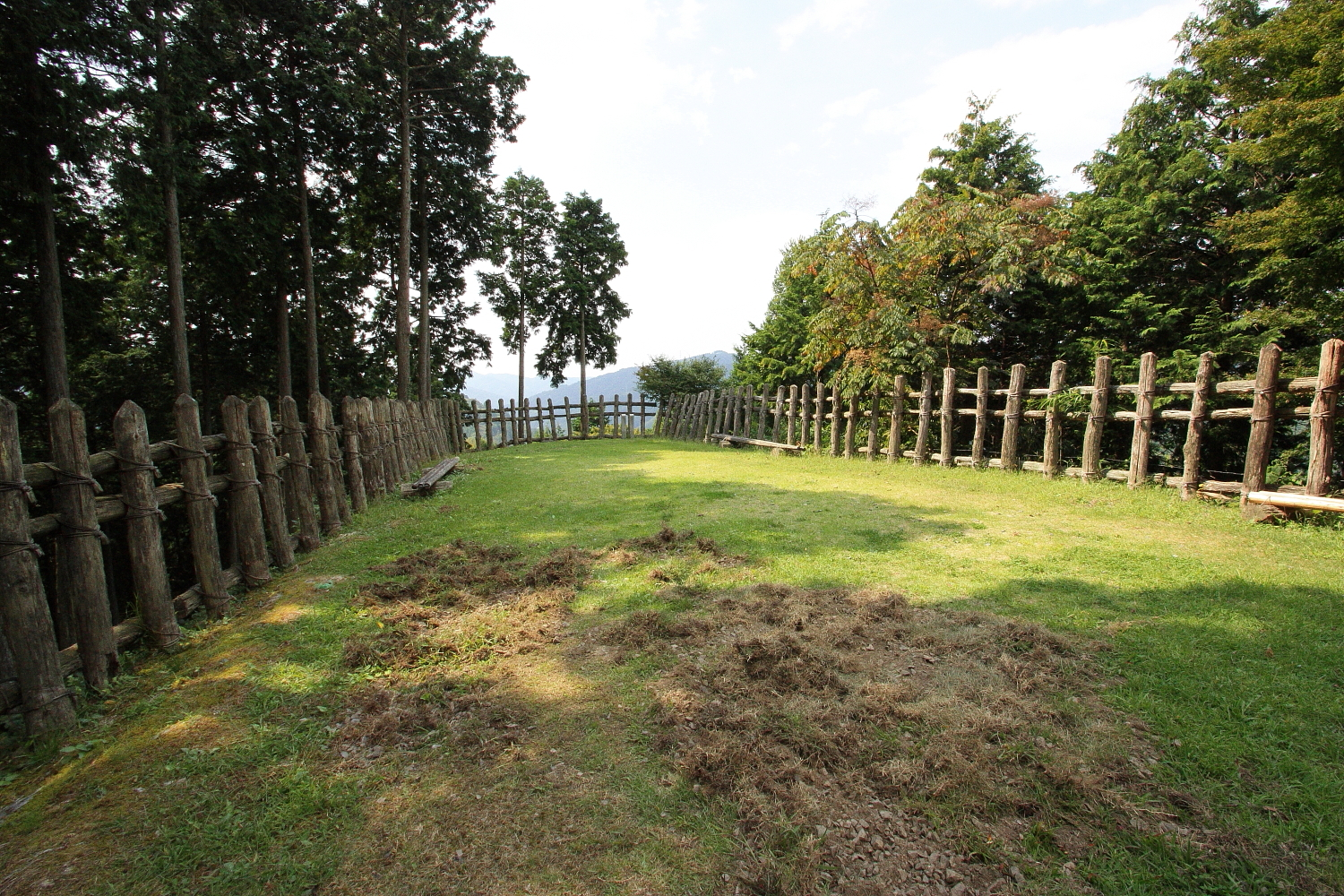
西の丸と柵列 （2009年9月）
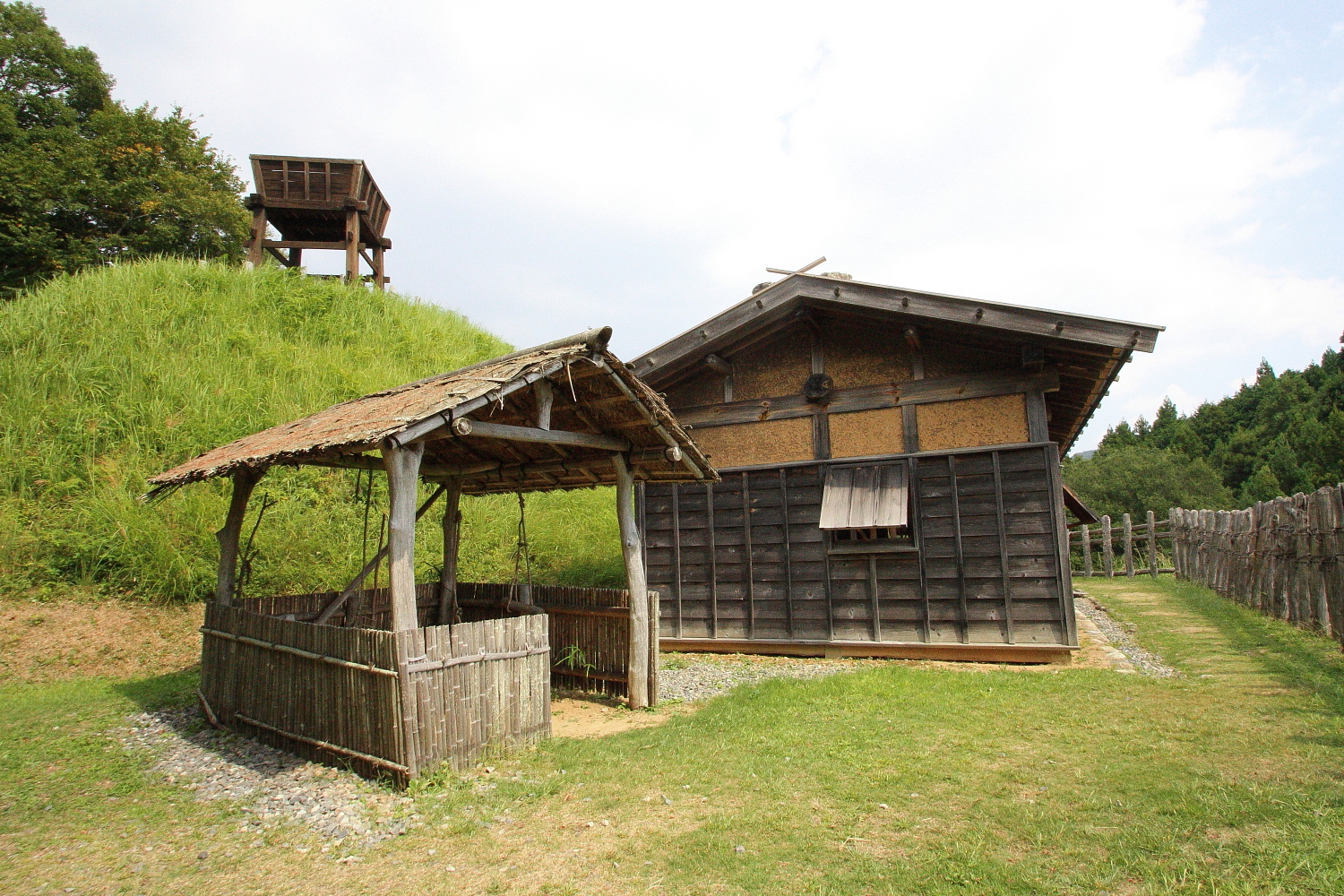
南の丸 （2009年9月）
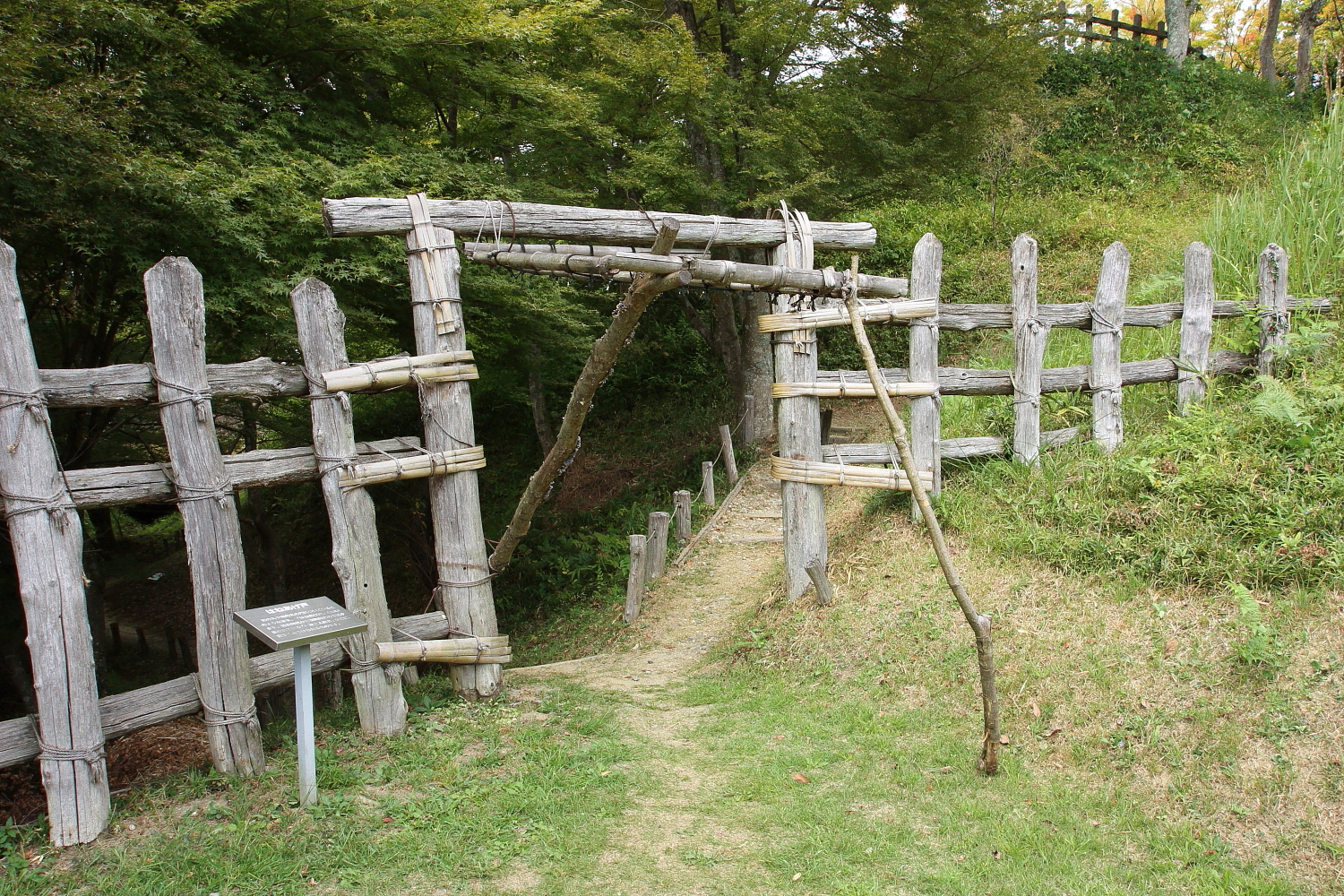
はねあげ戸 （2009年9月）
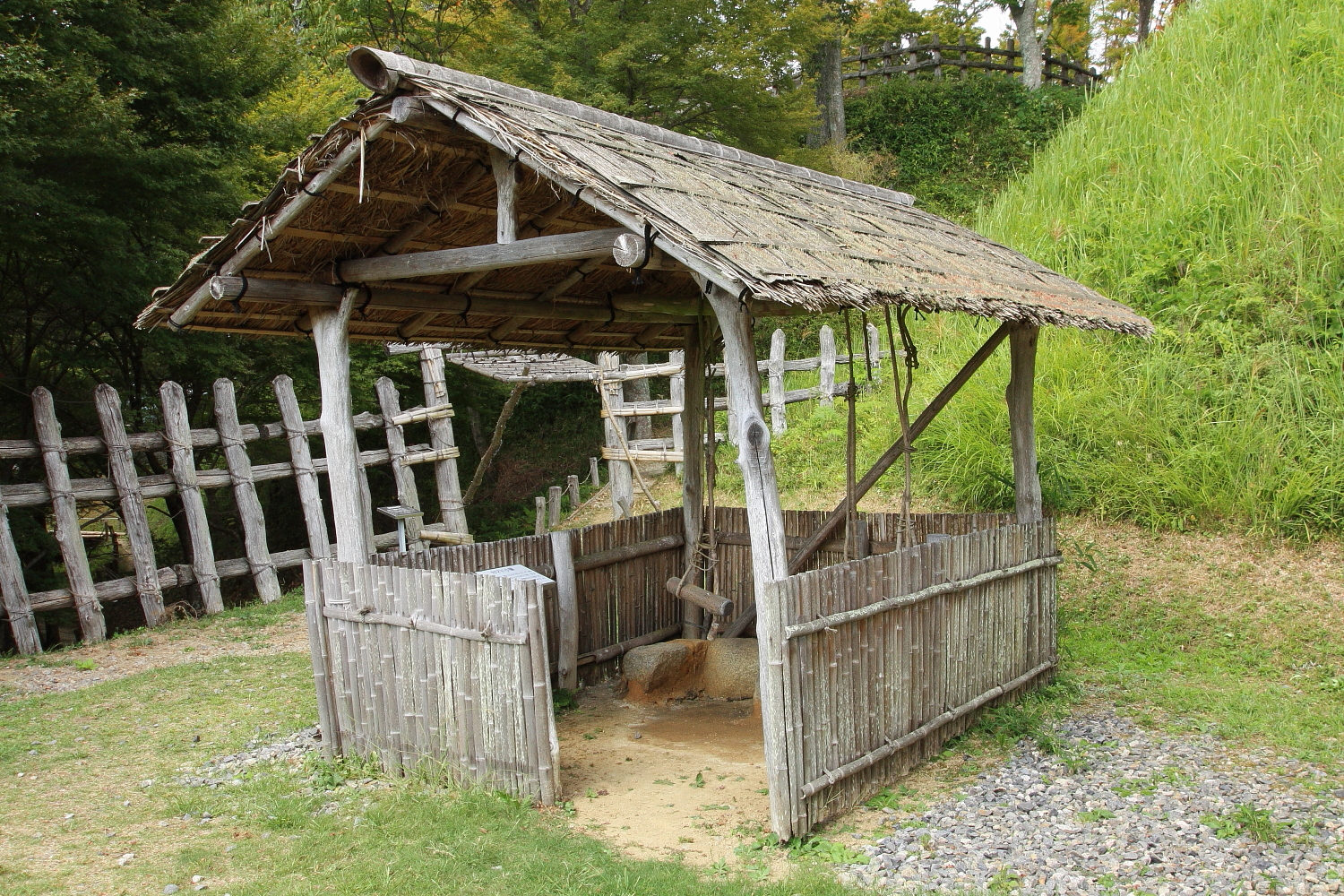
カマド小屋 （2009年9月）
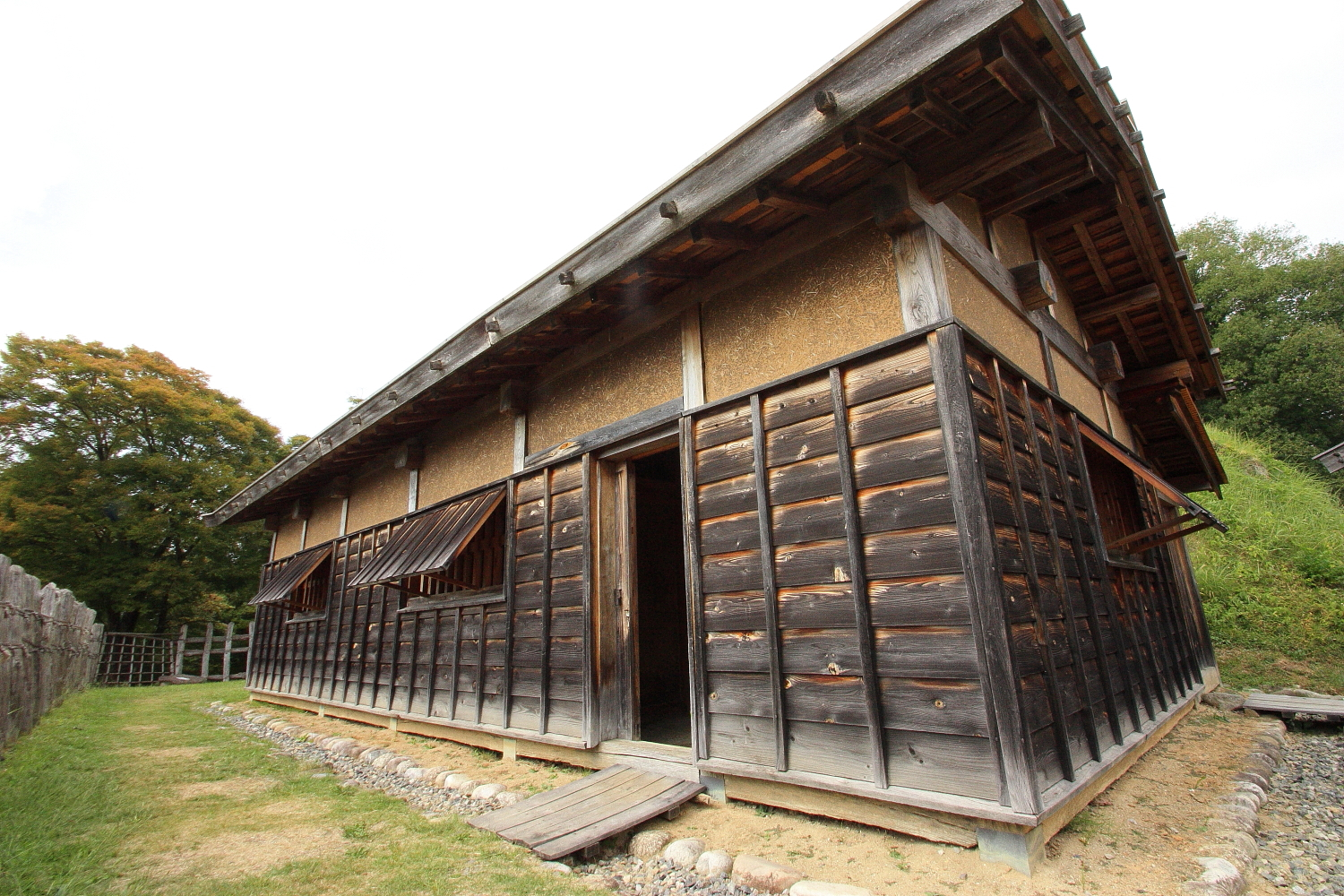
厨① （2009年9月）
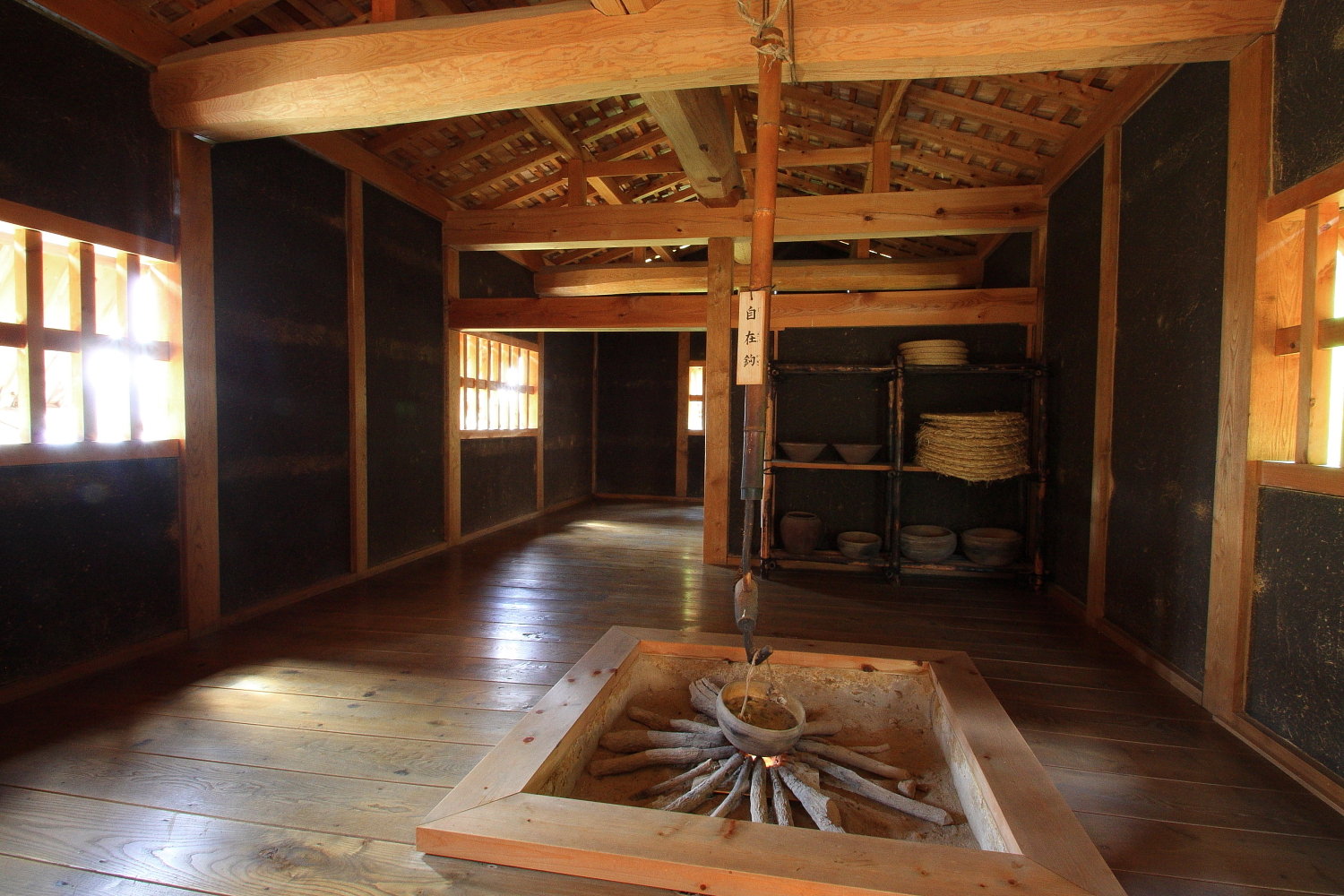
厨①内部 （2009年9月）
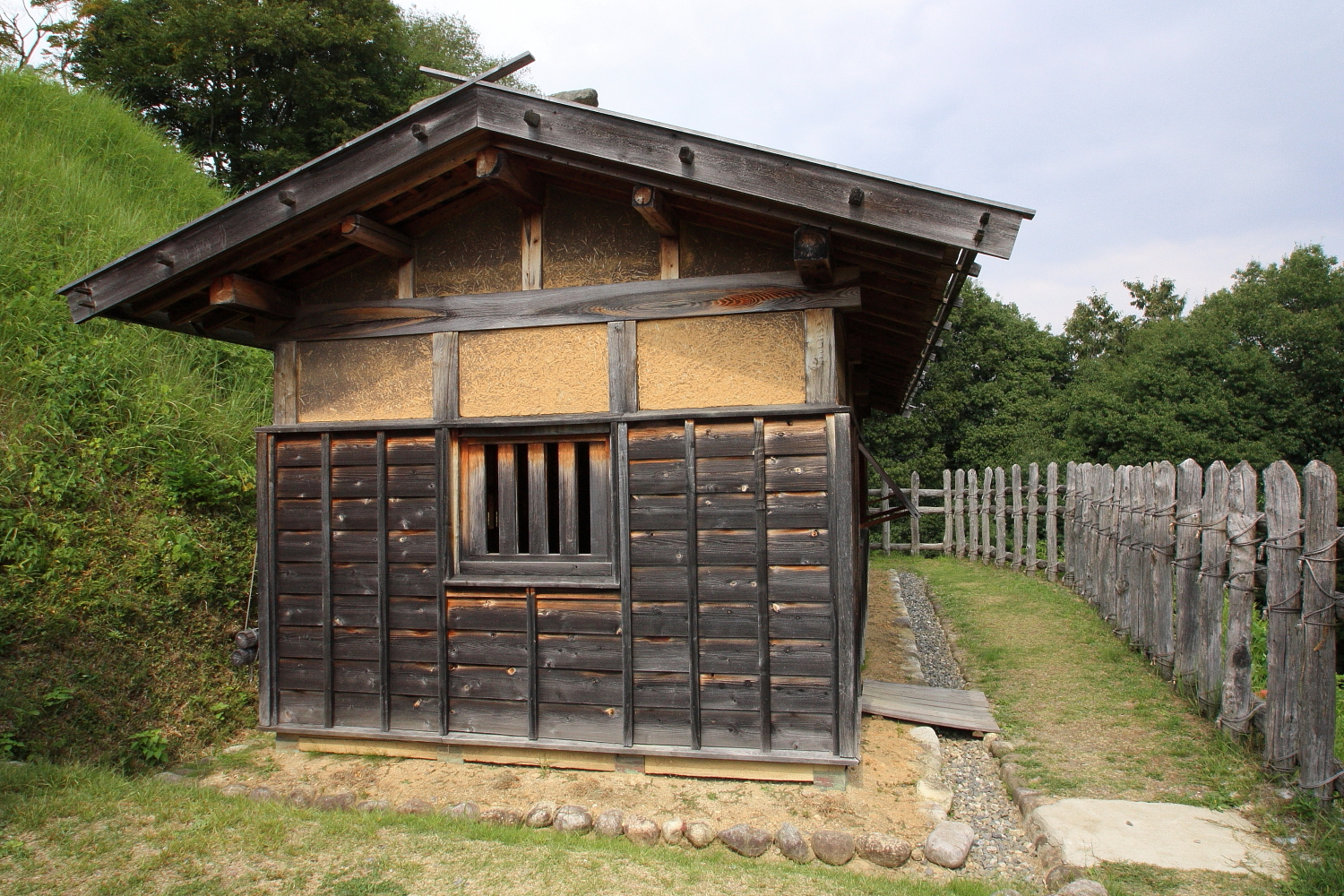
厨② （2009年9月）
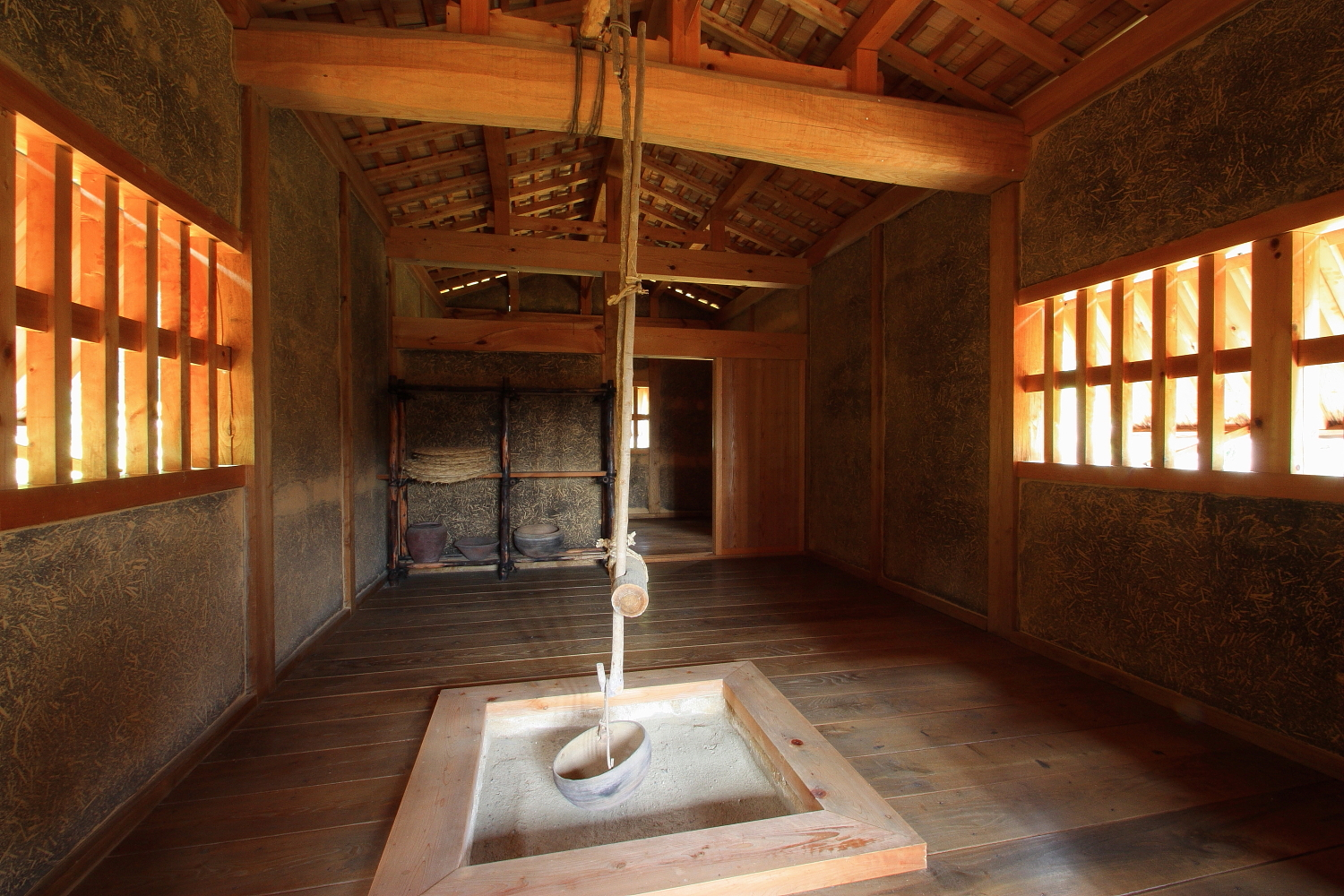
厨②内部 （2009年9月）
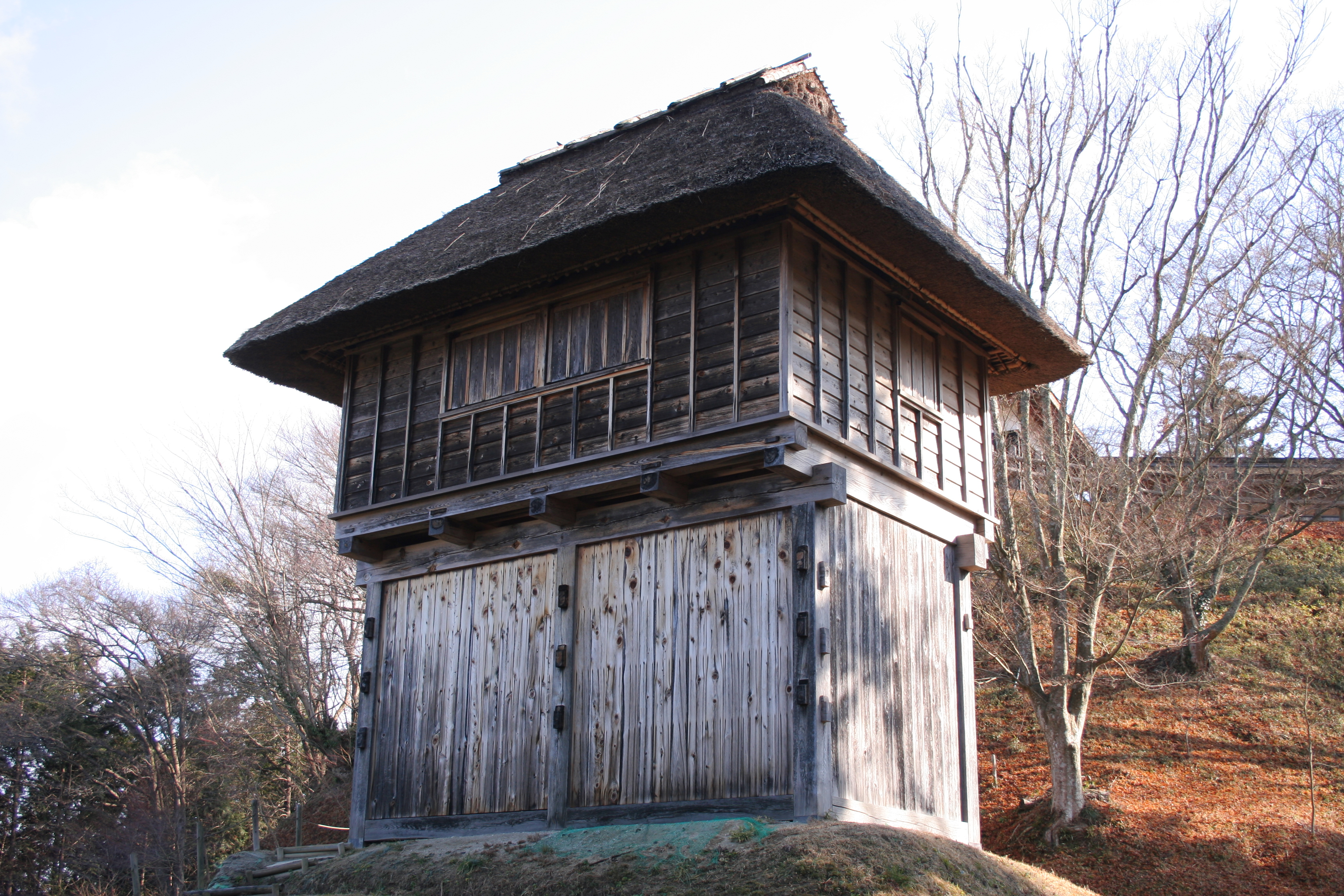
西物見台 （2007年2月）
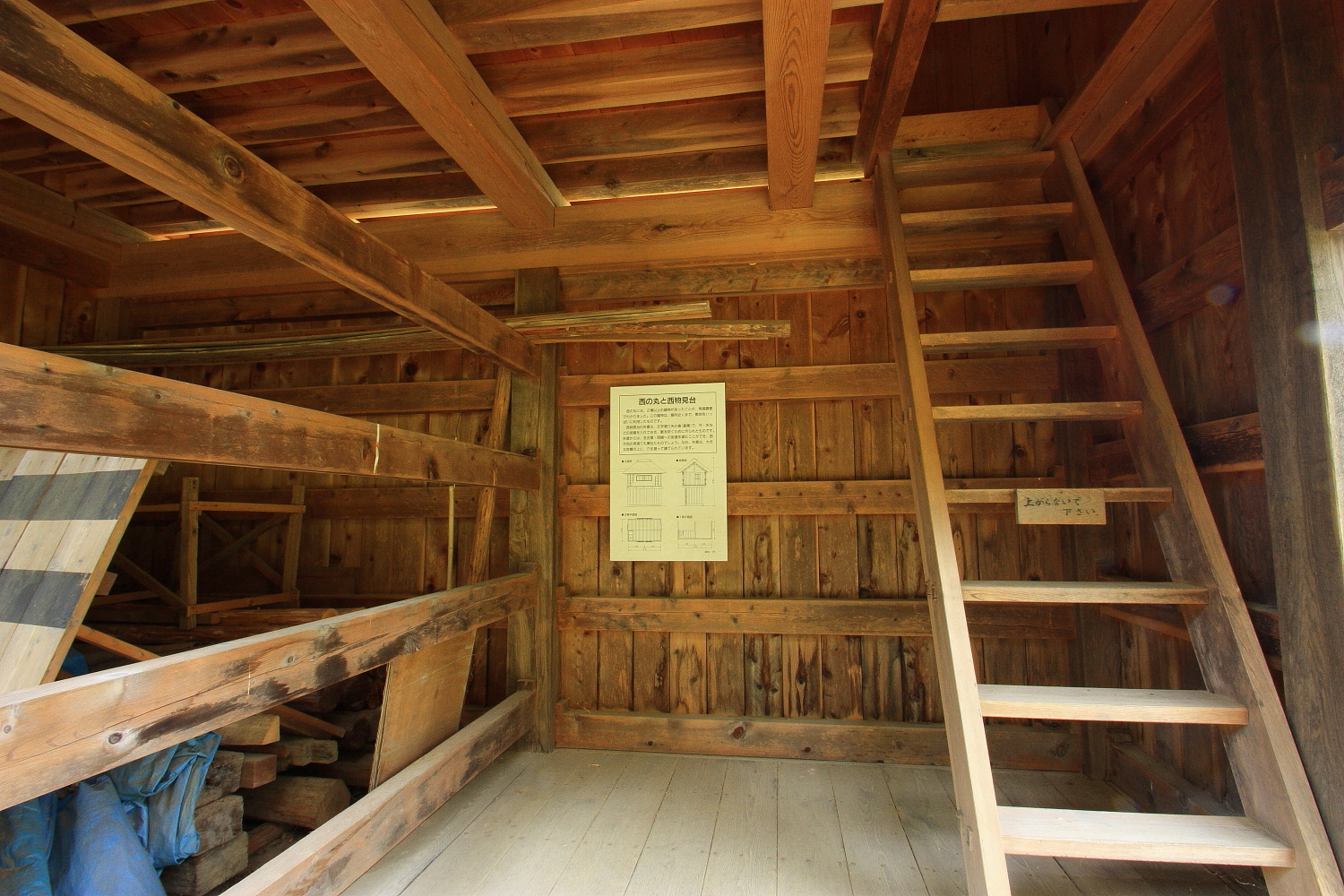
西物見台内部 （2009年9月）
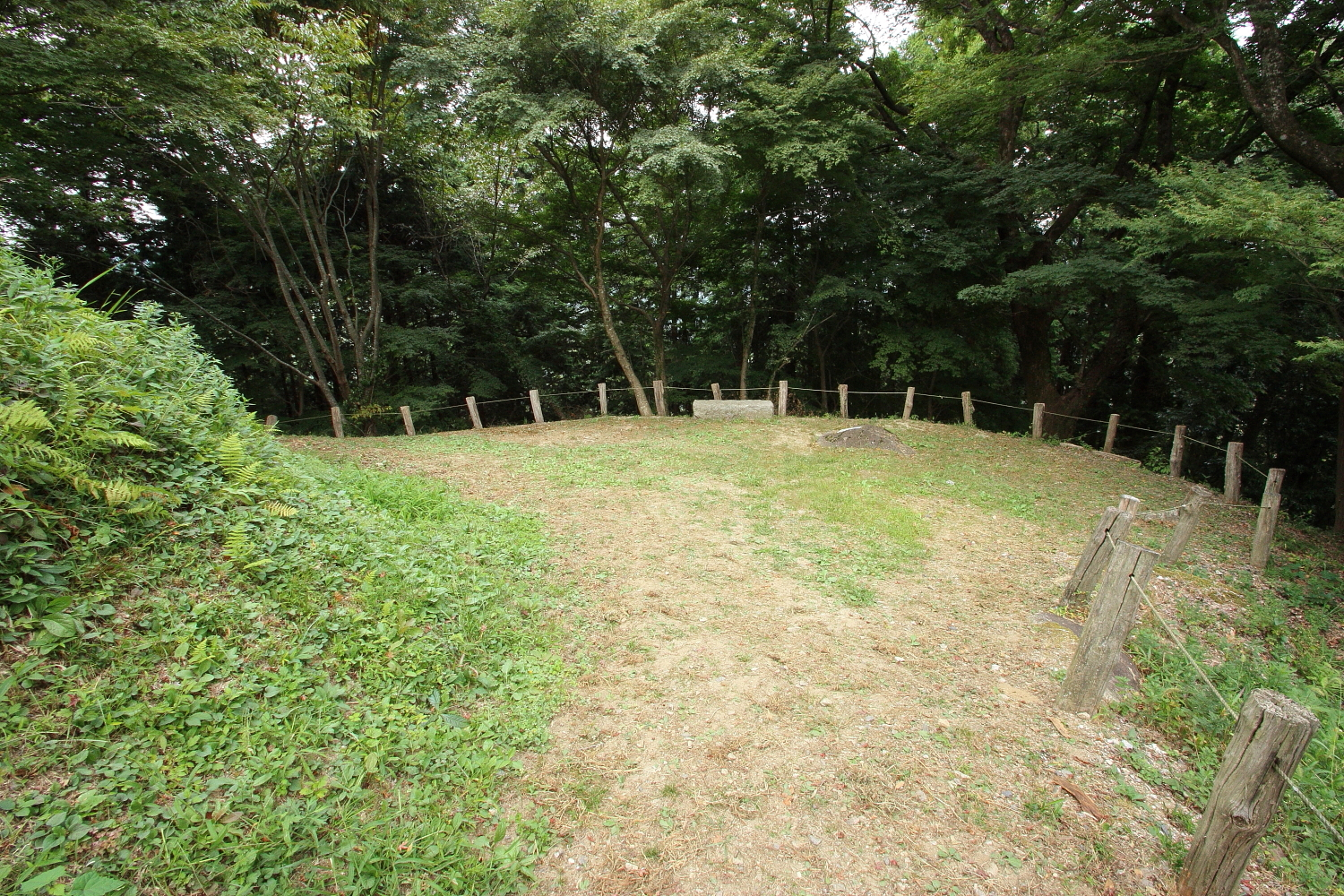
北腰曲輪① （2009年9月）
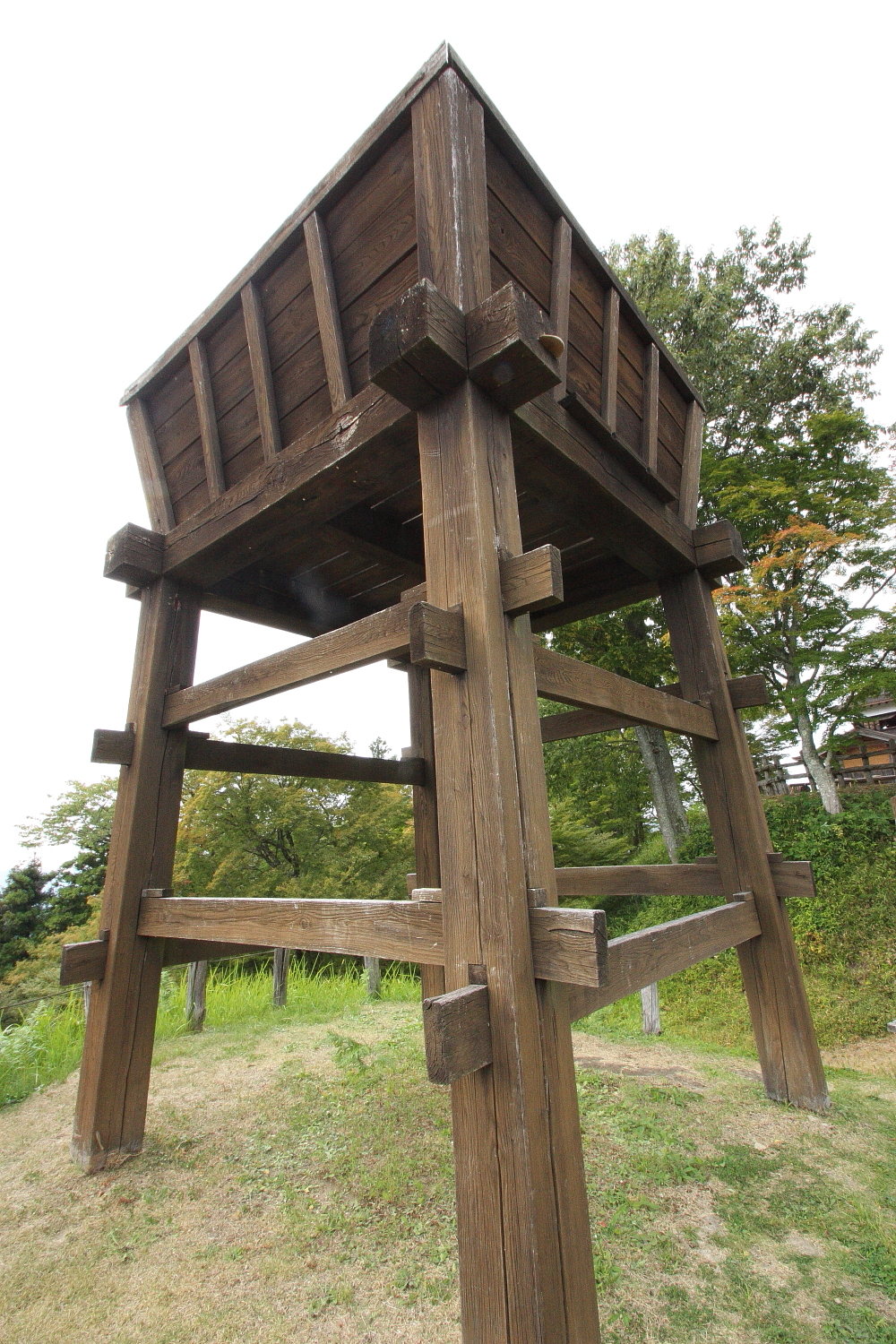
南物見台 （2009年9月）
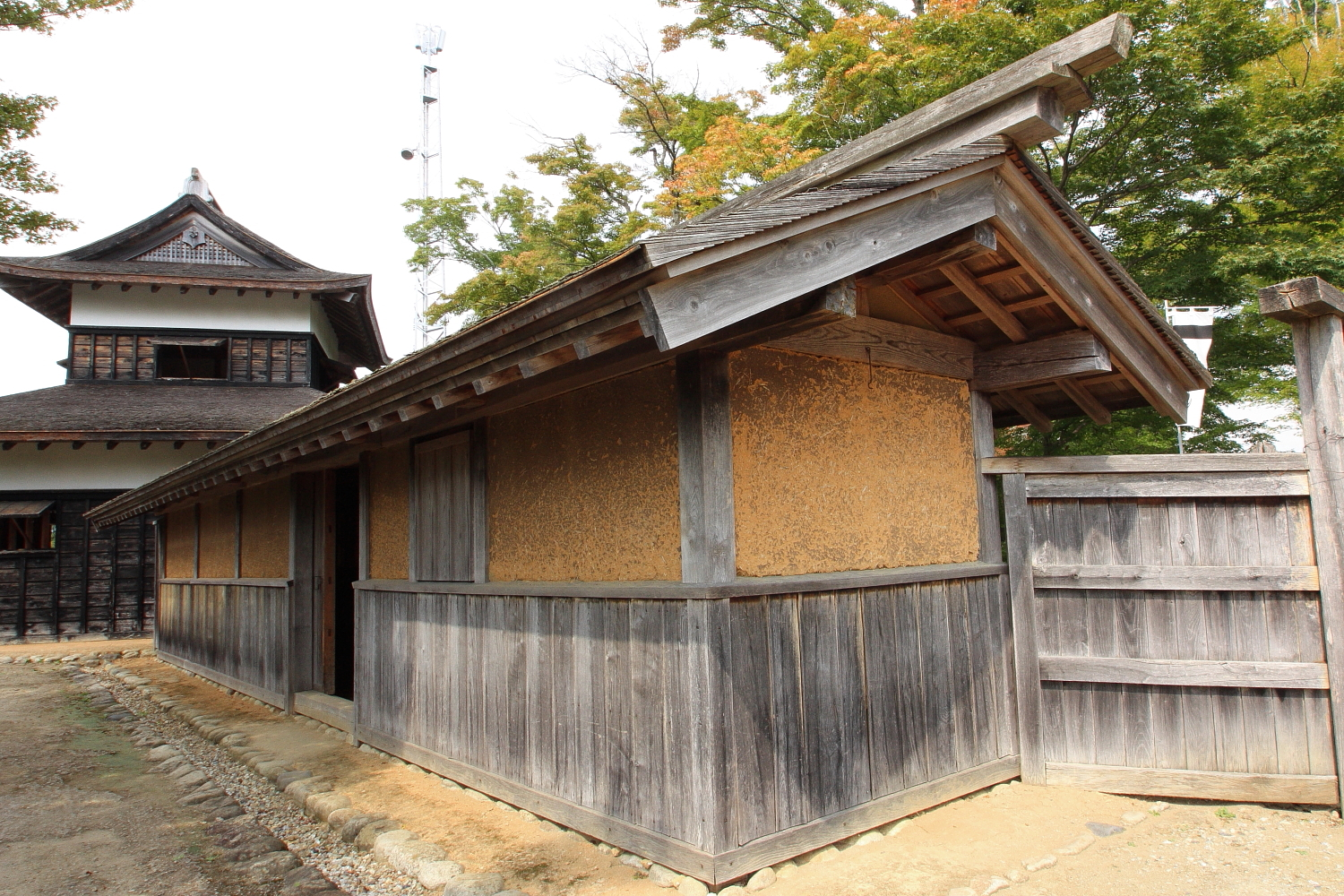
長屋 （2009年9月）
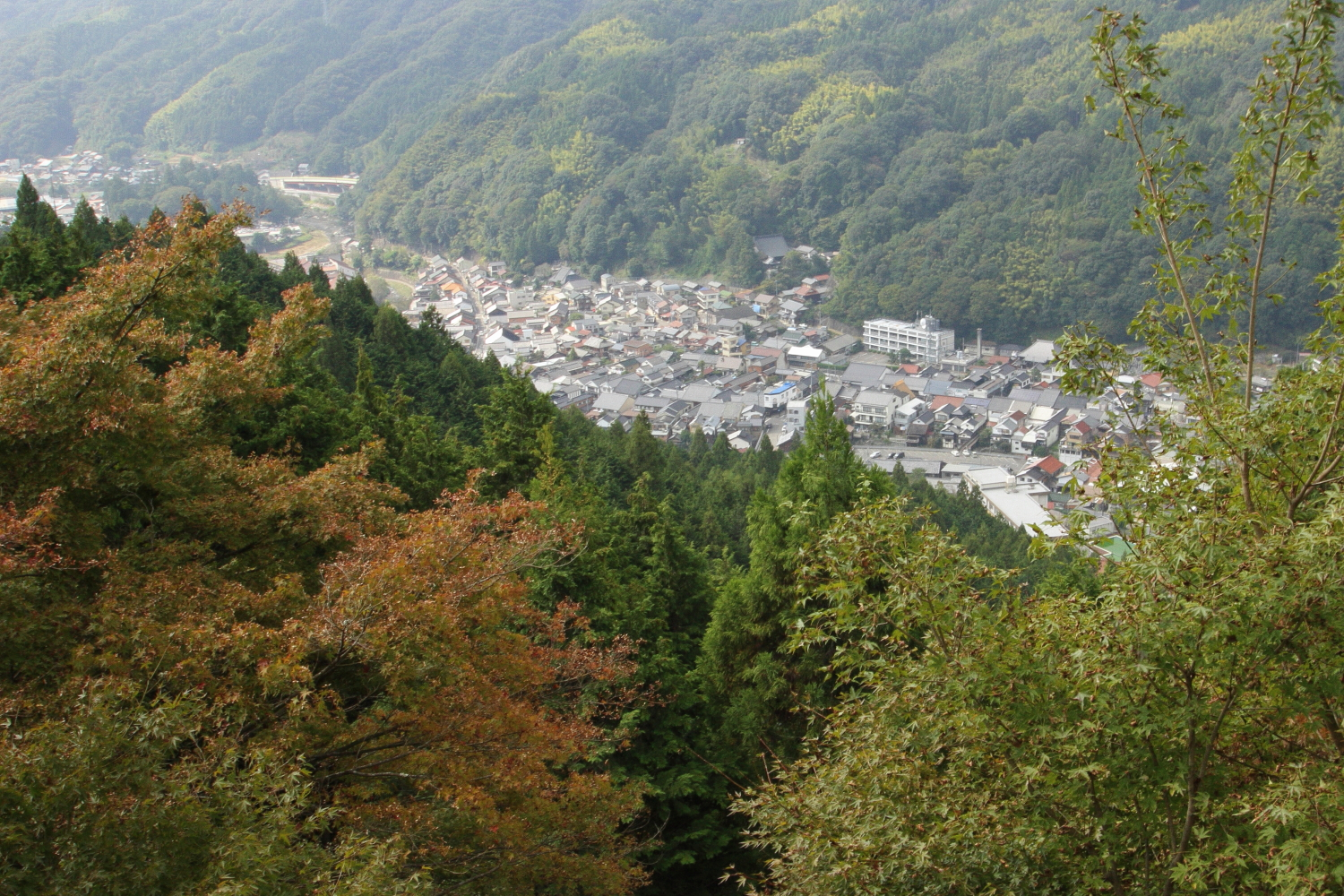
長屋から望む足助市街地 （2009年9月）
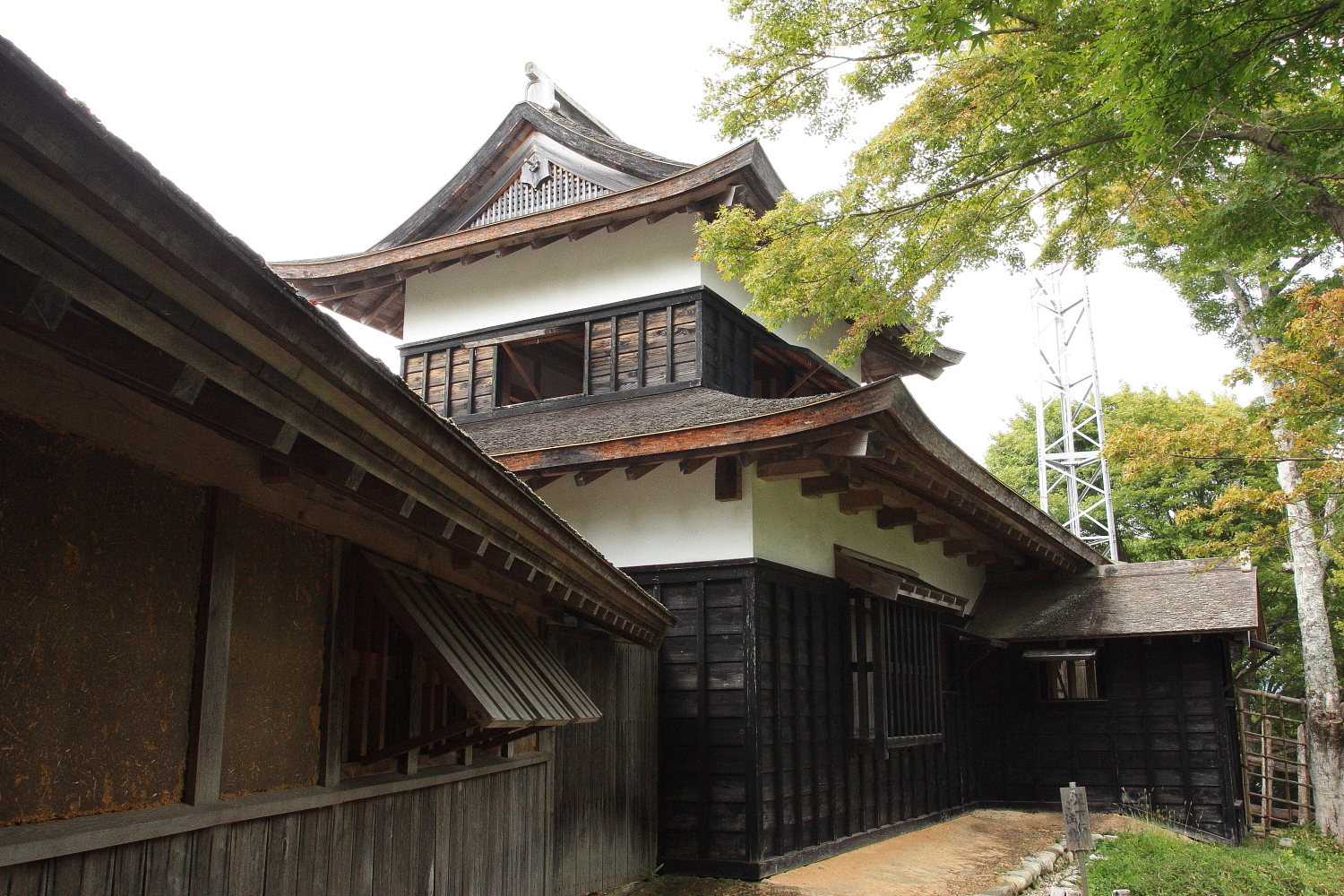
高櫓 （2009年9月）
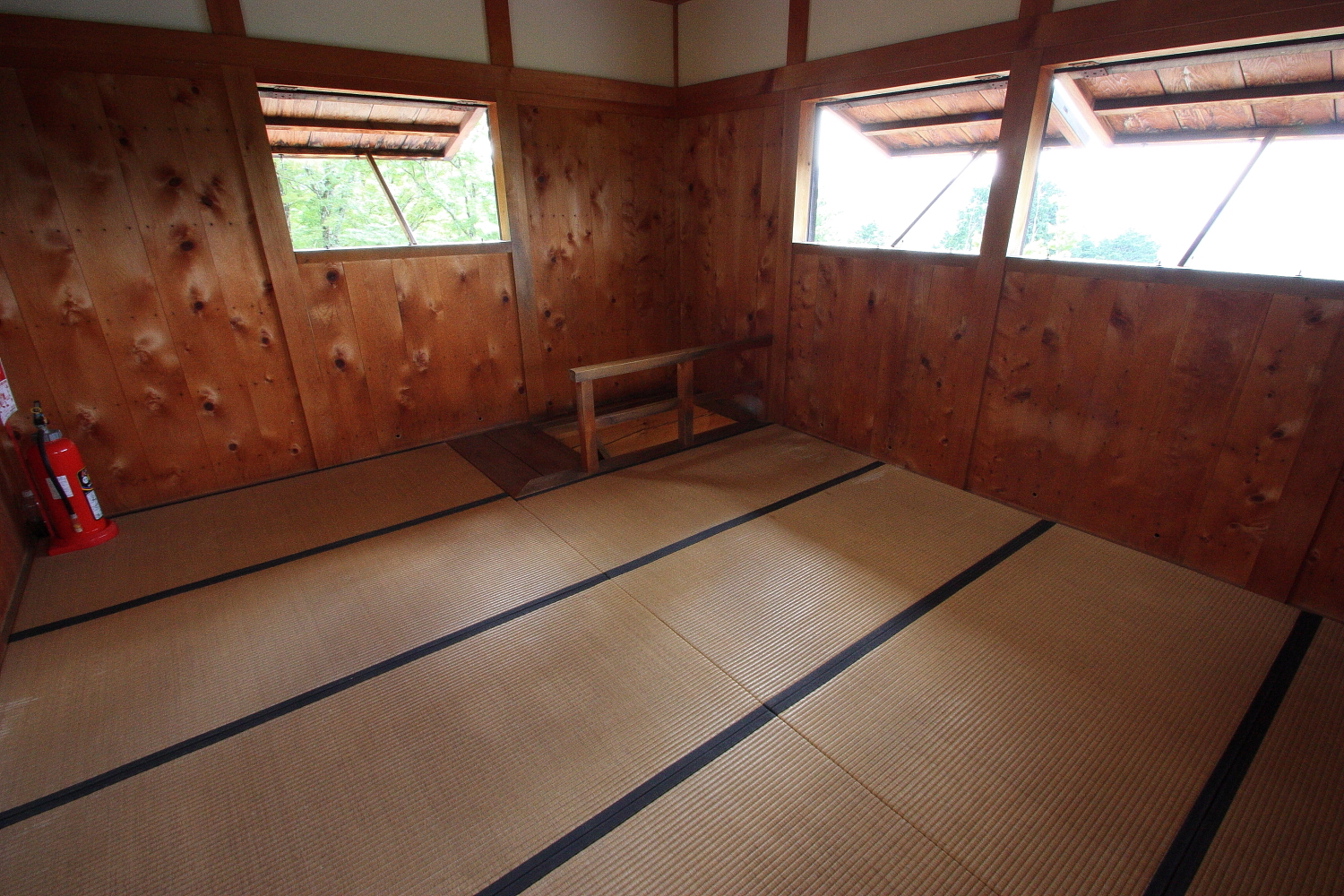
高櫓内部 （2009年9月）

## アクセス

### 自家用車
- 足助町内・国道153号（飯田街道）から西町交差点を国道420号側へ入り約500メートル、落部駐車場の手前を左折して約1キロメートル。
  - 足助までの所要時間などは香嵐渓を参照。

### 公共交通機関
- 名鉄豊田線浄水駅または名鉄三河線猿投駅下車。
  - とよたおいでんバス：さなげ・足助線（百年草行き）、「一の谷口」バス停下車、徒歩で約20分。